# Bricqueville-sur-Mer

Bricqueville-sur-Mer este o comună în departamentul Manche, Franța. În 1 ianuarie 2022 avea o populație de 1.263 de locuitori.